# Janet Alegría
Jan(n)et Alegría Peña (* 30. August 1987 in Santiago de Querétaro) ist eine mexikanische Taekwondoin. Sie startet in der Gewichtsklasse bis 49 Kilogramm.
Erste internationale Erfolge feierte Alegría bei der Universiade 2007 in Bangkok und 2009 in Belgrad, wo sie in der Klasse bis 51 Kilogramm jeweils das Halbfinale erreichte und Bronze gewann. Bei ihrer ersten Weltmeisterschaft 2009 in Kopenhagen zog sie in der Klasse bis 49 Kilogramm ins Achtelfinale ein. Ihren sportlich bislang größten Erfolg errang Alegría bei den Panamerikanischen Spielen 2011 in Guadalajara. Sie erreichte das Halbfinale und gewann die Bronzemedaille. Beim amerikanischen Olympiaqualifikationsturnier in ihrer Heimatstadt erreichte Alegría das Finale gegen Elizabeth Zamora und sicherte sich die Teilnahme an den Olympischen Spielen 2012 in London. Dort unterlag sie Lucija Zaninović im Kampf um die Bronzemedaille.